# Zentrierwinkel

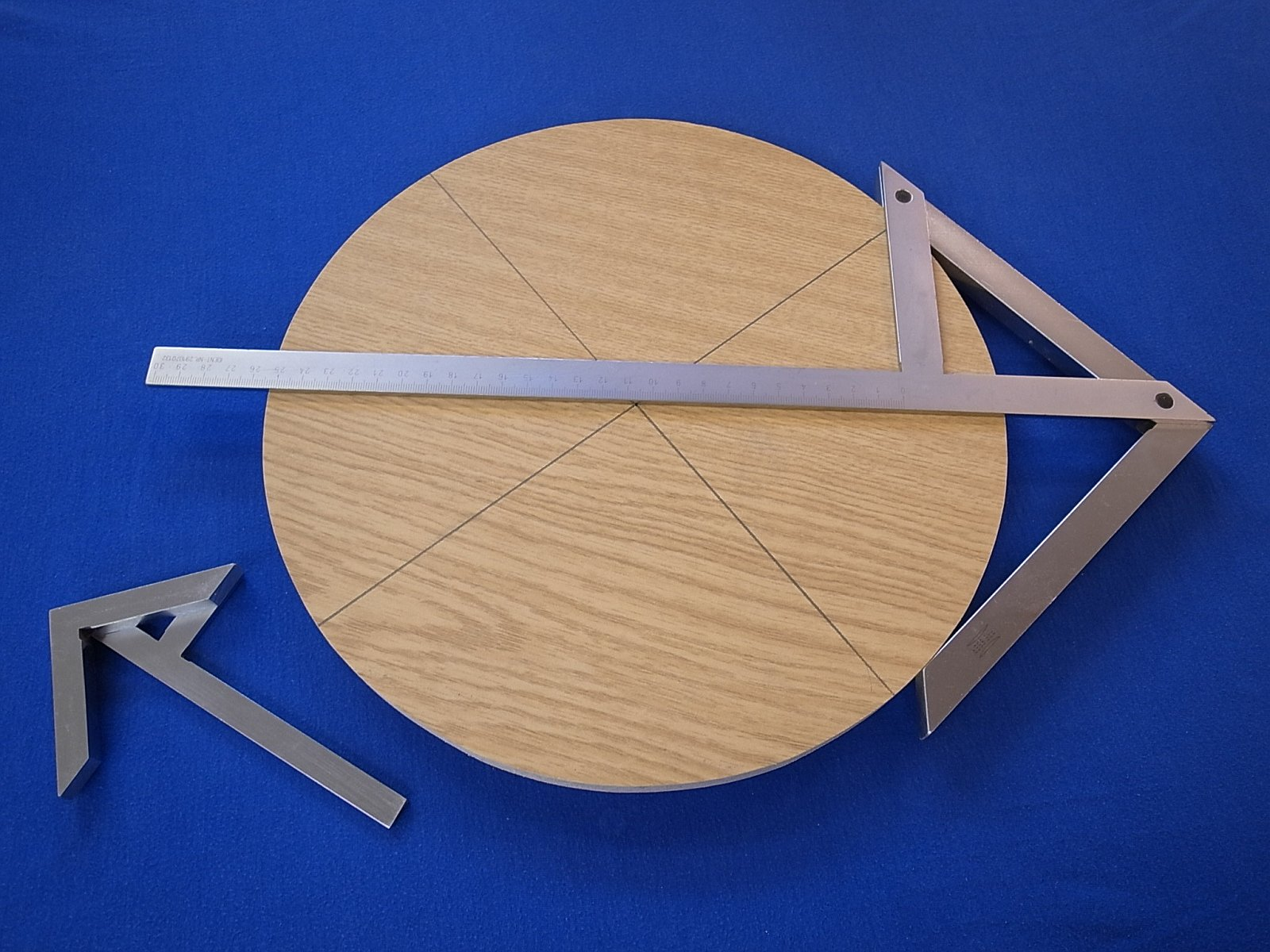
Zentrierwinkel

Ein Zentrierwinkel ist ein Anreißwerkzeug zur Ermittlung des Zentrums (der Achse) von Wellen oder anderen
kreiszylindrischen Werkstücken.
Ein Zentrierwinkel hat zwei Schenkel, die im 90°-Winkel angeordnet sind. Auf dem Winkel ist ein Lineal befestigt, welches den Winkel genau halbiert.
Das kreiszylindrische Werkstück wird an die Innenseite der Schenkel gelegt und mit einem Stift wird am Lineal eine Markierungslinie gezogen. Nach Drehung des Werkstückes oder des Zentrierwinkels (am besten ungefähr 90°) wird auf gleiche Weise eine zweite Markierungslinie gezogen. An der Stelle, an der sich die beiden Markierungslinien kreuzen, befindet sich der Mittelpunkt des Kreises und damit die Längsachse des Werkstücks.
Die Genauigkeit kann noch erhöht werden, wenn noch zweimal um 90° weitergedreht wird und zwei zusätzliche Linien markiert werden. Wird der Mittelpunkt aller 4 Linien genommen, dann ist auch die Dicke der Bleistiftmine berücksichtigt. In der Metallverarbeitung wird das Markieren eines Werkstückes als Anreißen bezeichnet und mit einer Reißnadel durchgeführt.
| - Anwendung Zentrierwinkel - Zentrierwinkel (Eigenbau) - Zentrierwinkel Rückseite - Zentrierwinkel mit Werkstück, beim Markieren - Zentrierwinkel und markiertes Werkstück |

Siehe auch: Zentrierung, Exzenter